# کال قلعه
کال قلعه یک منطقهٔ مسکونی در افغانستان است که در ولایت فراه واقع شده‌است.